# Lac Oolooteka
Le lac Oolooteka (en anglais : Lake Oolooteka) est un lac dans l'État américain du Texas. Il est situé à Huntsville, dans le comté de Walker, à proximité immédiate du Sam Houston Memorial Museum et de la Sam Houston House, respectivement au nord et à l'ouest.